# Ronde van Italië 2025/Achttiende etappe
De achttiende etappe van de Ronde van Italië 2025 vond plaats op 29 mei. De Duitser Nico Denz won de etappe, nadat hij was weggereden bij zijn medevluchters.

## Parcours
De etappe startte in Morbegno. Onderweg waren twee tussensprints in Primaluna en Galbiate en een Red Bull kilometer in Sirtori. In het middenstuk van de koers lag ook een beklimming van de tweede categorie en twee beklimmingen van de derde categorie. De laatste vijftig kilometer van de etappe waren overwegend vlak, waarna de finishlijn in Cesano Maderno was getrokken.

## Koersverloop
Dit overzicht is mogelijk incompleet; u kunt helpen door het uit te breiden.

## Uitslagen
| Morbegno – Cesano Maderno (144 km) |                   |                               |          |
| Plaats                             | Naam              | Ploeg                         | tijd     |
| Winnaar                            | Nico Denz         | Red Bull-BORA-hansgrohe       | 3u12'07" |
| 2                                  | Mirco Maestri     | Polti VisitMalta              | + 1'01"  |
| 3                                  | Edward Planckaert | Alpecin-Deceuninck            | z.t.     |
| 4                                  | Filippo Magli     | VF Group-Bardiani CSF-Faizanè | z.t.     |
| 5                                  | Alex Edmondson    | Picnic PostNL                 | z.t.     |
| 6                                  | Dries De Bondt    | Decathlon AG2R La Mondiale    | z.t.     |
| 7                                  | Daan Hoole        | Lidl-Trek                     | z.t.     |
| 8                                  | Davide De Pretto  | Jayco AlUla                   | z.t.     |
| 9                                  | Nicola Conci      | XDS Astana                    | z.t.     |
| 10                                 | Larry Warbasse    | Tudor                         | z.t.     |

| Algemeen klassement |                   |                         |            |
| Plaats              | Naam              | Ploeg                   | Tijd       |
| Roze trui           | Isaac del Toro    | UAE Team Emirates-XRG   | 68u56'32"  |
| 2                   | Richard Carapaz   | EF Education-EasyPost   | + 41"      |
| 3                   | Simon Yates       | Visma \| Lease a Bike   | + 51"      |
| 4                   | Derek Gee         | Israel-Premier Tech     | + 1'57"    |
| 5                   | Damiano Caruso    | Bahrain Victorious      | + 3'06"    |
| 6                   | Egan Bernal       | INEOS Grenadiers        | + 4'43"    |
| 7                   | Giulio Pellizzari | Red Bull-BORA-hansgrohe | + 5'02"    |
| 8                   | Einer Rubio       | Movistar                | + 6'09"    |
| 9                   | Adam Yates        | UAE Team Emirates-XRG   | + 7'45"    |
| 10                  | Michael Storer    | Tudor                   | + 7'46"    |
|                     |                   |                         |            |
| 23                  | Thymen Arensman   | INEOS Grenadiers        | + 40'43"   |
| 81                  | Wout van Aert     | Visma \| Lease a Bike   | + 2u35'55" |

## Uitvallers
Opgave
- Juan Ayuso (UAE Team Emirates-XRG)[3]

1e etappe ·
2e etappe ·
3e etappe ·
4e etappe ·
5e etappe ·
6e etappe ·
7e etappe ·
8e etappe ·
9e etappe ·
10e etappe ·
11e etappe ·
12e etappe ·
13e etappe ·
14e etappe ·
15e etappe ·
16e etappe ·
17e etappe ·
18e etappe ·
19e etappe ·
20e etappe ·
21e etappe
Startlijst · Eindstanden · Afbeeldingen